# 무음 모드

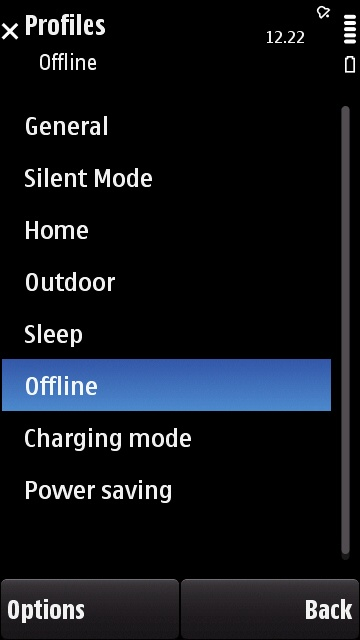
노키아 5800 익스프레스뮤직에서 무음 모드를 포함한 여러 모드가 표시되고 있다.

무음 모드 또는 정숙 모드, 사일런트 모드(silent mode)는 휴대 전화 및 무선호출기에서 사용할 수 있는 설정으로, 활성화되면 벨소리가 비활성화되고 경우에 따라 진동 알림이나 알람도 비활성화된다. 비행기 모드와 달리 무음 모드에서도 장치가 전화와 메시지를 주고받을 수 있다.
이 무음 옵션은 회의, 연설, 도서관, 박물관 또는 예배 장소에서 유용할 수 있다. 일부 장소에서는 무음 모드를 사용하거나 장치를 끄는 것이 필수이다.